# Party at the Palace
Party at the Palace war ein Pop- und Rock-Konzert, das am 3. Juni 2002 anlässlich des goldenen Thronjubiläums (Golden Jubilee) von Elisabeth II. stattfand. Austragungsort war der Garten des Buckingham Palace in London. Das Konzert bildete den Abschluss zum Golden Jubilee Weekend, den Hauptfeierlichkeiten des Jubiläums.

## Mitwirkende
Zu den Mitwirkenden bei der Party at the Palace gehörten:
Paul McCartney, Bryan Adams, Keith Airey, Brian May und Roger Taylor von Queen, Atomic Kitten, Shirley Bassey, Tony Bennett, Blue, Emma Bunton, Eric Clapton, The Corrs, Joe Cocker, Phil Collins, Ray Cooper, Ray Davies, Tony Iommi, Elton John, Tom Jones, Ladysmith Black Mambazo, Annie Lennox, Ricky Martin, Ozzy Osbourne, Mis-teeq, Cliff Richard, S Club 7, Rod Stewart, Will Young, Belinda Carlisle, Brian Wilson, Steve Winwood, Tony Vincent, Hannah Jane Fox. Ebenfalls einen Auftritt hatten die Londoner Besetzungen der Musicals Mamma Mia! und We Will Rock You.

## Das Konzert
Die Party at the Palace wurde in den Medien als größtes Konzert in Großbritannien seit Live Aid angepriesen. Die 12.000 Eintrittskarten waren in einer Lotterie verlost worden, an der sich mehrere Millionen Interessierte beteiligt hatten. Auf The Mall und rund um das Victoria Memorial schauten eine weitere Million Besucher dem Konzert auf Großleinwänden zu. Außerdem kamen rund 200 Millionen Fernsehzuschauer in aller Welt hinzu. Der erste Teil des Konzerts war der Popmusik vorbehalten, der zweite der Rockmusik. Zwischen den einzelnen musikalischen Darbietungen gab es kurze Comedy-Segmente von Lenny Henry, Ben Elton, Meera Syal, Nina Wadia, Ruby Wax und Dame Edna Everage.
Das Konzert begann mit einem Auftritt des Queen-Gitarristen Brian May, der auf dem Dach des Buckingham Palace stehend auf seiner Red Special die Nationalhymne God Save the Queen als Gitarrensolo spielte. Zur „Hausband“, die fast alle Interpreten begleitete, gehörten u. a. Pino Palladino (Bass), Phil Collins (Schlagzeug), Phil Palmer (Gitarre) und Ray Cooper (Percussion). Weitere Musiker stammten vom Sinfonieorchester der Royal Academy of Music. Produzenten waren George Martin, Michael Kamen und Phil Ramone. Collins spielte nicht nur Schlagzeug, sondern sang auch sein eigenes Lied You Can’t Hurry Love. Das Queen-Lied Radio Ga Ga wurde von Roger Taylor gesungen. Der Auftritt von S Club 7 war der letzte in der Originalbesetzung mit sieben Mitgliedern, da Paul Cattermole vor dem Konzert angekündigt hatte, die Gruppe zu verlassen.
Nach dem Konzert begab sich die Königsfamilie auf die Bühne zu den versammelten Stars. Prinz Charles dankte seiner Mutter für ihre fünfzig Jahre auf dem Thron. Seine Dankesrede begann er zum Vergnügen des Publikums und zur Verwirrung der Königin mit dem berühmt gewordenen Ausspruch „Your Majesty … Mummy!“ (Eure Majestät … Mutti!) Anschließend entzündeten die Königin und der Duke of Edinburgh ein Freudenfeuer auf The Mall. Den Abschluss des Abends und des Golden Jubilee Weekends insgesamt bildete das größte Feuerwerk, das bis dahin in London stattgefunden hatte. Währenddessen wurden verschiedene Symbole auf die Wände des Buckingham Palace projiziert, darunter die Union Flag.
Der Mitschnitt des Konzerts wurde später auf CD veröffentlicht, die Fernsehbilder auf DVD. Beim ersteren wurden einzelne Sequenzen herausgeschnitten, beispielsweise der Monolog von Ruby Wax, die Ankündigung Paul McCartneys durch Dame Edna sowie McCartneys spontane Vorführung von Her Majesty.

## Weitere Konzerte
Zwei Tage zuvor, am 1. Juni, hatte ebenfalls am selben Ort das Prom at the Palace stattgefunden, ein klassisches Konzert. Anlässlich des diamentenen Thronjubiläums zehn Jahre später gab es auf dem Platz vor dem Buckingham Palace erneut ein Konzert, das Diamond Jubilee Concert.